# Scary Movie
Scary Movie è un film del 2000, diretto da Keenen Ivory Wayans e interpretato da Anna Faris e Regina Hall.
Primo capitolo di una serie, il film racconta le vicissitudini di alcuni amici che un anno dopo aver investito un uomo per sbaglio si ritrovano di fronte ad un pericoloso serial killer. La pellicola trae spunto da importanti film horror e thriller, su tutti So cosa hai fatto e ancor più Scream, il cui titolo di lavorazione era proprio Scary Movie.

## Trama
(Tagline del film)
Drew Decker, una procace studentessa e fotomodella rimasta sola in casa, riceve un'inquietante telefonata da un pazzo mascherato che comincia a minacciarla: la ragazza se lo ritrova davanti armato con un pugnale e, spaventata, prende una mazza da baseball, apre la porta principale e colpisce alla cieca prendendo però tre bambini che facevano dolcetto o scherzetto. Non appena si gira, Drew si ritrova l'assassino davanti e fugge in giardino, dove per sfuggirgli si ritrova a correre in reggiseno e mutande, fino a quando viene investita per errore da suo padre e finisce per essere uccisa dallo spietato assassino.
L'omicidio sarà solo il primo di una lunga serie, ma la polizia brancola nel buio, anche perché l'indagine è affidata al reparto meno efficiente di cui fa parte anche Doofy Gilmore, un agente mentalmente ritardato e palesemente infantile. Tre amiche (Cindy, Brenda e Buffy) sono convinte che l'assassino si nasconda tra loro e decidono di prevenire a loro modo altre possibili atrocità. Cindy pensa che gli omicidi possano essere collegati ad un uomo che il gruppo di ragazze aveva ucciso per sbaglio un anno prima durante un incidente stradale con i loro rispettivi ragazzi (Bobby, Ray e Greg), e di cui i sei non avevano fatto parola con nessuno, ma viene ritenuta paranoica dagli altri.
Nel frattempo Gail Hailstorm, giornalista d'assalto senza scrupoli, si occupa del caso aggiungendo confusione a confusione: i suoi tentativi di filmare un omicidio dal vivo dapprima intimoriscono ma successivamente aizzano il killer ad una maggiore spietatezza.
Buffy partecipa ad un concorso di bellezza e, proprio quando sta per esibirsi, vede l'assassino uccidere Greg ed urla, ma nessuno le dà conto perché pensano che la ragazza stia solo recitando. Buffy, infatti, vince il concorso e crede che il tutto sia uno scherzo organizzato da Greg, ma nonostante ciò ne parla con gli amici.
Cindy viene aggredita in casa, ma alla fine riesce a salvarsi chiamando la polizia e costringendo l'assassino a mettersi in fuga. Poco dopo entra dalla finestra il suo fidanzato Bobby che ha in mano una maschera ed un coltello, proprio come il killer e la ragazza crede che il responsabile degli omicidi sia proprio quest'ultimo, facendolo così arrestare. Cindy, sconvolta, viene ospitata da Buffy, che, nonostante tutto, continua a crederla paranoica.
Approfittando del fatto che il padre è fuori sede (per la precisione in Colombia a vendere cocaina) Cindy organizza una mega festa in casa sua mettendo in seria difficoltà lo psicopatico: se vuole ammazzare ancora, deve necessariamente recarsi nella sua abitazione palesandosi di fronte a tutta quella folla di studenti.
L'omicida però, è più furbo del previsto: a poco a poco fa fuori tutti, tranne Bobby (che viene accoltellato dall'amico in fin di vita Ray). L'assassino poi riesce ancora una volta a dileguarsi.
Nel frattempo Buffy, che rifiuta di recarsi alla festa e preferisce allenarsi, rimasta sola nello spogliatoio, viene sorpresa dal killer e viene uccisa.
Altre vittime saranno prima Brenda, che verrà assassinata dagli spettatori di un cinema, visibilmente irritati dai suoi atteggiamenti maleducati durante la proiezione di Shakespeare in Love, e poi suo fratello Shorty, ucciso alla fine della tragica festa da un colpo di pistola da parte di Bobby, diventato psicopatico.
Nelle fasi concitate delle indagini si scopre la clamorosa verità: l'assassino è Doofy, che fingeva di essere stupido, ma che in realtà faceva solo il doppio gioco. Ormai però è troppo tardi per arrestarlo: l'uomo infatti è scappato insieme a Gail Hailstorm, con cui si è da poco messo insieme. Cindy, disperata, comincia ad urlare per la strada e subito dopo viene investita da un'auto.
In una scena durante i titoli di coda Shorty rivela di essere sopravvissuto e, insieme ai suoi amici, deruba un negozio venendo inseguiti dal proprietario con una pistola.

## Produzione
Jason Friedberg e Aaron Seltzer non hanno mai lavorato al copione filmato. La Miramax stava lavorando a una parodia di Scream scritta dai due, ma sono stati accreditati come sceneggiatori per una decisione della Writers Guild of America.

## Distribuzione
Il film venne distribuito nelle sale cinematografiche statunitensi dal 7 luglio 2000 ed in quelle italiane dal 10 novembre seguente.

### DVD

#### 1ª edizione
La 1ª edizione del DVD è uscita nel 2001 ed è stata distribuita dalla Buena Vista Home Entertainment e contiene:
- Lingue in italiano, inglese
- Sottotitoli in italiano, inglese, inglese per non udenti
- 17 scene
- Menù interattivi
- Scene eliminate
- Trailer Italiano
- Contenuti per DVD - Rom
- Dietro le quinte

#### 2ª edizione
La 2ª edizione del DVD è uscita il 26 dicembre 2011 assieme a quella di Scream ed è distribuita dalla Eagle Pictures e contiene:
- Lingue in italiano, inglese
- Sottotitoli in italiano
- 8 scene
- Crediti

## Accoglienza

### Incassi
A fronte di un budget di 19 milioni di dollari, il film ne ha incassati globalmente 278 milioni. 
Negli Stati Uniti il film incassò 42.3 milioni di dollari solo nel primo weekend di programmazione, concludendo con un totale di circa 157 milioni. In Italia il film incassò un totale di 5.7 milioni di euro.

## Riconoscimenti
- 2001 - MTV Movie Awards
  - Miglior cameo a James Van Der Beek
  - Nomination Miglior performance rivelazione femminile a Anna Faris
  - Nomination Miglior bacio a Jon Abrahams e Anna Faris
- 2000 - Bogey Awards
  - Bogey Award in Argento
- 2001 - BMI Film & TV Award
  - Miglior colonna sonora a David Kitay
- 2001 - Blockbuster Entertainment Award
  - Miglior attrice non protagonista in un film commedia a Cheri Oteri
  - Nomination Miglior attore in un film commedia a Shawn Wayans
  - Nomination Miglior attore in un film commedia a Marlon Wayans
- 2000 - Teen Choice Awards
  - Film dell'estate
- 2001 - Taurus World Stunt Awards
  - Nomination Miglior lavoro con un veicolo a Leslie McMichael e Yves Cameron
- 2000 - Golden Screen
  - Golden Screen
- 2001 - EDI Gold Reel Awards
  - Gold Reel Award

## Sequel
Il film ha avuto quattro sequel: Scary Movie 2, Scary Movie 3 - Una risata vi seppellirà, Scary Movie 4 e Scary Movie V.